# سامر كمال
سامر كمال رياضي أردني مارس التايكواندو منذ عام 1980 وحقق العديد من الميداليات الدولية على مستوى آسيا والعالم. استطاع أن يحصل على الميدالية الفضية في الألعاب الآسيوية عام 1986 في سيؤول - كوريا، وكذلك عندما حصل على الميدالية البرونزية في الألعاب الأولمبية عام 1988 في سيؤول - كوريا في التايكوندو والتي لم تكن رياضة رسمية حينئذ بل كانت رياضة استعراضية.

## محطات
- في عام 1988 حصل سامر كمال على وسام الاستقلال من الدرجة الرابعة من جلالة الملك الحسين بن طلال ملك المملكة الأردنية الهاشمية
- في 15 حزيران من عام 2012 حصل على الحزام الأسود 8 دان.
- في عام 1999 استحق الدرجة الأولى في التحكيم الدولي بعدما كان حكما دوليا ممارسا منذ عام 1989.
- من الميداليات الدولية التي حصل عليها سامر كمال الميدالية الذهبية في بطولة لوكسمبورغ المفتوحة عام 1989، والميدالية الفضية في بطولة العالم للجامعات عام 1986 في أمريكا والميدالية البرونزية في بطولة آسيا في دارون عام 1986.
- عضو مؤسس في رابطة اللاعبين الدوليين الأردنية الثقافية وعضو مؤسس لرابطة اللاعبين الأولمبيين الأردنيين.
- عام 2009 تم تعيينه رئيساً للجنة الأعمال وعضو في اتحاد الأولمبيين العالميين.
- عام 2011 تم انتخابه رئيساً لاتحاد أولمبيين آسيا في الانتخابات التي جرت في لوزان - سويسرا في شهر تشرين الثاني (نوفمبر).

## التعليم
درس إدارة الأعمال في الجامعة الأردنية وتخرج عام 1987 ثم درس الفلسفة في الجامعة الأردنية وتخرج بالدراسات العليا عام 1999 وأكمل دبلوم الدراسات العليا في العلوم الإدارية من جامعة روبرت جوردن في اسكتلندا عام 2001.

## عمله
سامر كمال مختص بالتسويق الرياضي والإدارة الرياضية. عمل في مجال العلاقات العامة الرياضية والإعلام الرياضي من خلال شركة سبورت أب جوردن وشركة مكتوب وشركة دنك للتسويق الرياضي في الأردن ومنظمة الحق في اللعب في تورونتو.
في عام 2010 أصبح المدير العام لشركة مدرار سبورت التي تأسست بداية العام وقد استقال في شهر كانون الأول من نفس العام.
منذ عام 2014 يعمل كمستشار للتسويق والإعلام لبطولة كأس العالم للسيدات تحت 17 سنة - المقامة في الأردن 2016 FIFA
أسس عام 2011 شركة جبار سبورت للاستشارات الرياضية

## بطولات ومنافسات
نافس سامر كمال في بطولات التايكوندو الدولية التالية:
| البطولة                 | مكان الإقامة               | السن | الميدالية       |
| ----------------------- | -------------------------- | ---- | --------------- |
| بطولة آسيا للتايكوندو   | سنغافورة                   | 1982 |                 |
| بطولة آسيا للتايكوندو   | كوبنهاغن، الدنمارك         | 1983 |                 |
| بطولة آسيا للتايكوندو   | مانيلا، الفلبين            | 1984 |                 |
| بطولة آسيا للتايكوندو   | أستراليا                   | 1986 | ميدالية برونزية |
| كأس العالم للأبطال      | كولورادو، الولايات المتحدة | 1986 |                 |
| دورة الألعاب الآسيوية   | سول، كوريا الجنوبية        | 1986 | ميدالية فضية    |
| أبطال الجامعات العالمية | الولايات المتحدة           | 1986 | ميدالية فضية    |
| بطولة بلجيكا الدولية    | بلجيكا                     | 1987 | ميدالية فضية    |
| بطولة بلجيكا الدولية    | بلجيكا                     | 1988 |                 |
| دورة الألعاب الأولمبية  | سول، كوريا الجنوبية        | 1988 | ميدالية برونزية |
| بطولة لكسمبورغ الدولية  | لوكسمبورغ                  | 1988 | ميدالية ذهبية   |
| بطولة بلجيكا الدولية    | بلجيكا                     | 1989 |                 |
| الألعاب العالمية        | ألمانيا                    | 1989 |                 |
| بطولة العالم            | سول، كوريا الجنوبية        | 1989 |                 |

## وصلات خارجية
- سامر كمال على موقع TaekwondoData.com (الإنجليزية)
- سامر كمال على موقع اللجنة الأولمبية الدولية (الإنجليزية)
- سامر كمال على موقع أوليمبيديا (الإنجليزية)